# Cap Farewell (Nouvelle-Zélande)
Pour les articles homonymes, voir Cap Farewell.
Le cap Farewell est un cap situé en Nouvelle-Zélande à l’extrême nord de l'île du Sud. Il a été découvert par Abel Tasman et nommé par le capitaine britannique James Cook en 1770. C'est la dernière terre vue par son équipage lors de son départ.
C'est l'un des caps néo-zélandais les moins visités en raison de son éloignement géographique. La Wharariki Beach s'étend à l'ouest du cap.

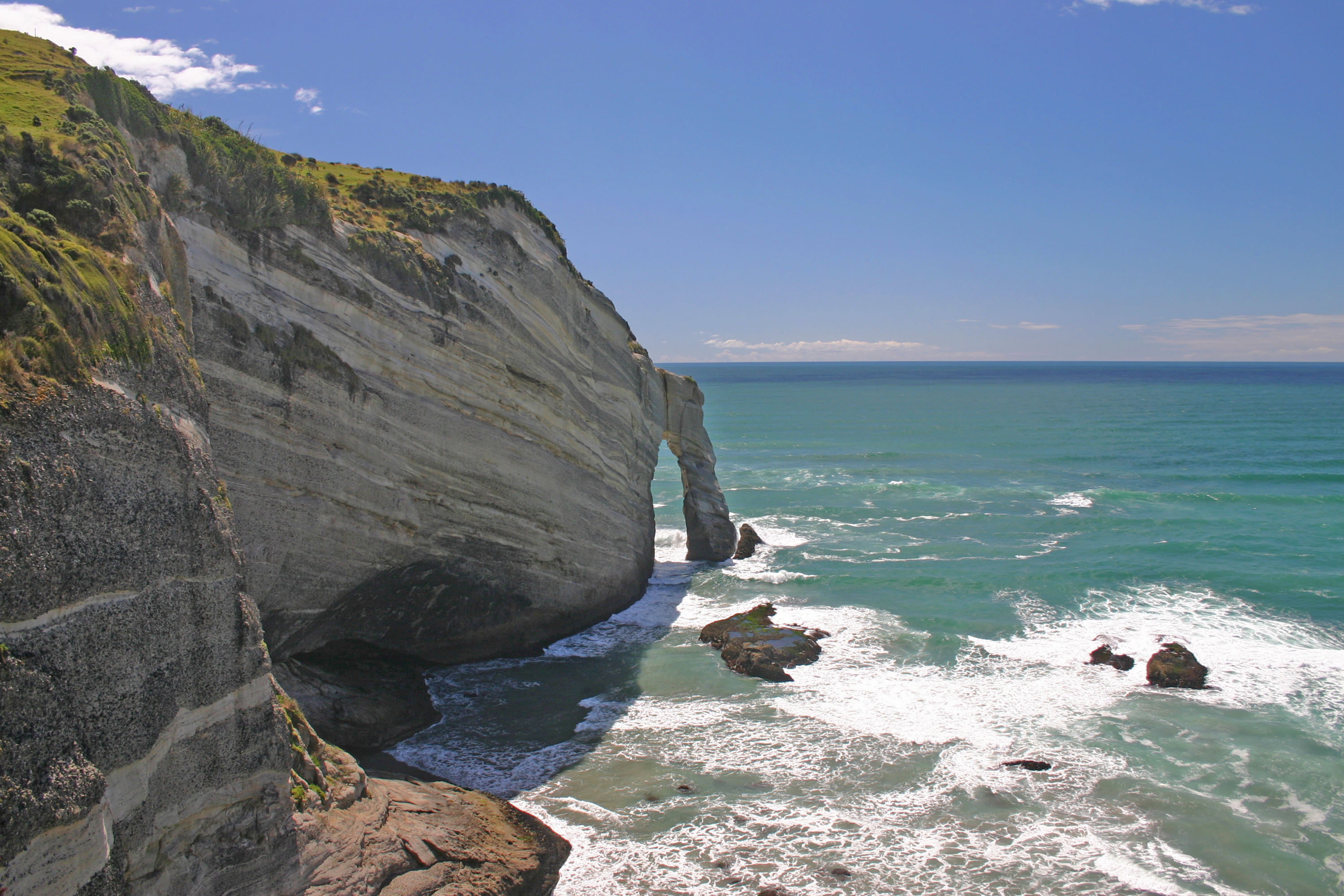
Arche du Cap Farewell vue depuis la plateforme d'observation.
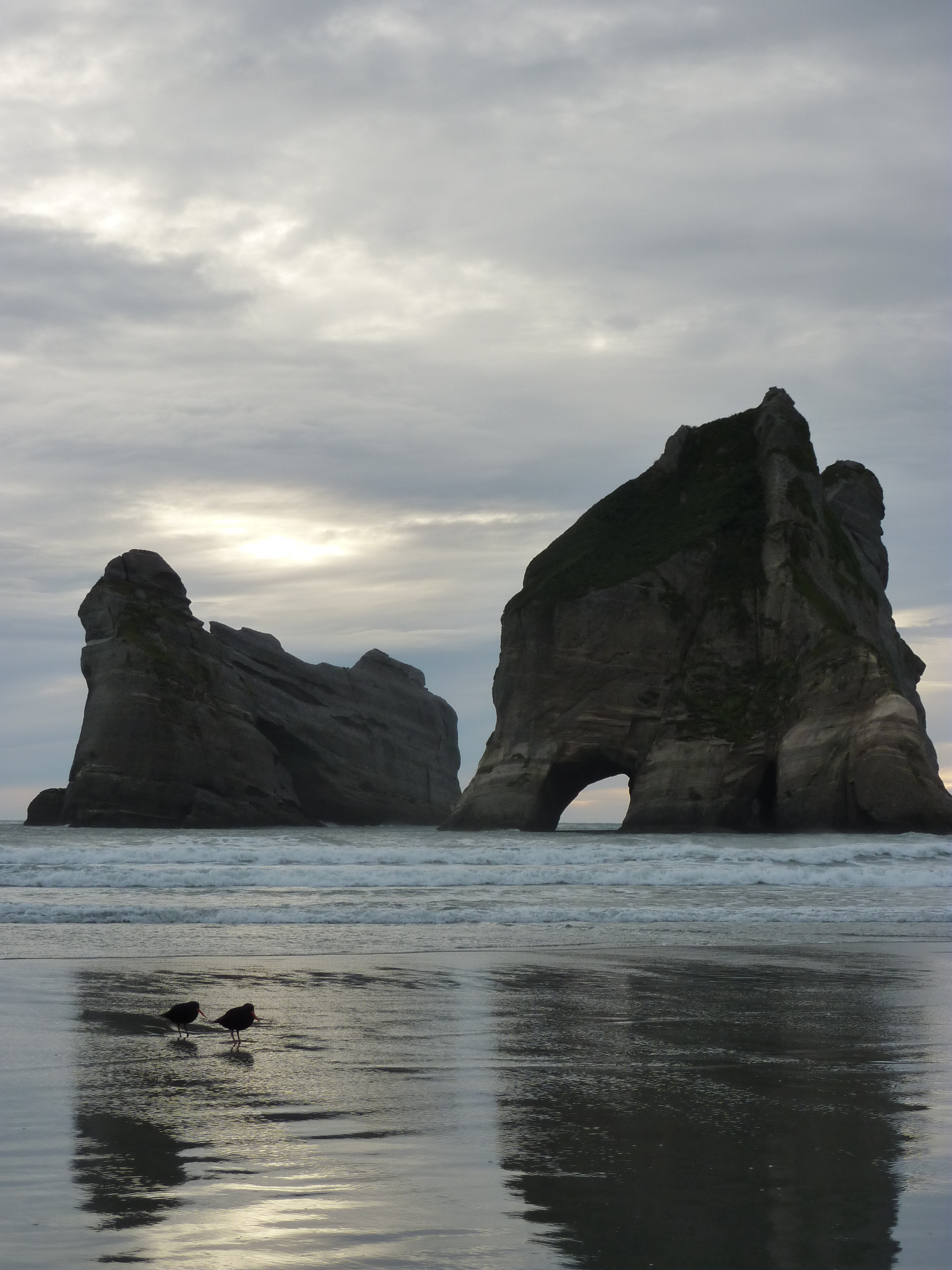
Construction rocheuse au nord du Cap